# Rainism (singolo)
Rainism è un brano musicale del cantante sudcoreano Rain, estratto come primo singolo dall'album Rainism nel 2008. Il brano è anche incluso nella riedizione dell'album Rainism - Special Asian Edition.
Il brano è stato scritto ed arrangiato da Bae Jin Ryeol e Jung Ji Hoon.
Del brano esiste anche versioni cantante in lingua inglese, in lingua giapponese ed in lingua cinese, dato che l'album Rainism è stato il primo ad essere ufficialmente pubblicato in quasi tutta l'Asia.

## Il video
Il video musicale prodotto per Rainism è stato diretto dal regista Jang Jae Hyeok, ed è ambientato in una metropoli futurista e degradata, in cui Rain, materializzatosi dalla pioggia, si esibisce nel lussuoso salone di un vampiro.

## Tracce
CD Single
1. Rainism - 3:45